# バーンボー郡
座標: 北緯13度34分27秒 東経100度50分10秒 / 北緯13.57417度 東経100.83611度
バーンボー郡（バーンボーぐん）はタイ中部・サムットプラーカーン県にある郡（アムプー）の一つ。

## 名称
バーンボーの「バーン」とは水辺の村、「ボー」とは「池」を意味する。

## 歴史
時の首相ピブーンソンクラームによりバーンヒアと呼ばれていた郡がバーンボー郡という名に改められた。

## 地理
郡内はおおむね平地であり、郡内に編み目のように運河が張り巡らされている。
交通は郡の一番北がテーサバーンタムボン・バーンクローンスワンという市街地があり、そこには東西にルワンペーン通りが東西に通っており、西はバンコク・ラートクラバン区、東はチャチューンサオ方面と通じる。このルワンペーン通りとバーンナー・トラート通り（国道34号線）をラッタナコーシン二百年通りが結んでいる。
バーンナー・トラート通りは西はバンコク・バーンナー区方面、東はチョンブリー方面と通じている。バーンナー・トラート通りからはバーン・クロンダーン通り（国道3117号線）が南に延びており、バーンボー市街地や、さらに南のテーサバーンタムボン・クローンダーンと呼ばれる市街地を結んでいる。
バーンボー市街地からは東にテーパーラック通り（クロンダーン・バーンプリー通り（国道3268号線））が伸びており、バーンサオトン郡庁やバーンプリー郡庁方面とつながっている。

## 経済
バーンボー郡内にはバンコクなどの首都圏に電力を提供するためのバーンボー発電所がある。バーンボー発電所は2000年6月より各国のアルトム社法人（タイ、オーストラリア、スイス）などによって政府の発注を受けて行われた。商業運営開始は2003年3月25日。タイ国営石油（PTT）が供給したガスと石油を混焼させて発電する方式で発電を行い首都圏に350MWの電力を提供している。いわゆるタイ国発電庁（EGAT）がBOO方式で民間企業と契約を交わしておりに経営を任せている。運営会社は、丸紅パワーシステムズ（28%の受益権）、トータルフィナエルフ（28%の受益権）、中国開発産業銀行（台湾、12%の受益権）タイランドGMSパワー（32%の受益権）である。
また郡内は近郊工業地帯となっており、外資系の工場も多い。このため外国人の保養のためのゴルフ場が多数存在する。

## 行政区分
郡は8のタムボンに分かれ、さらにその下位に74の村（ムーバーン）がある。自治体（テーサバーン）が設置されており以下のようになっている。
- テーサバーン・タムボンバーンボー・・・タムボン・バーンボーの一部
- テーサバーン・クローンスワン・・・タムボン・クローンスワンの全体
- テーサバーン・クローンダーン・・・タムボン・クローンダーンの一部

以下は郡内のタムボンの一覧である。
1. タムボン・バーンボー・・・ตำบลบางบ่อ
2. タムボン・バーンラカート・・・ตำบลบ้านระกาศ
3. タムボン・バーンプリーノーイ・・・ตำบลบางพลีน้อย
4. タムボン・バーンプリエン・・・ตำบลบางเพรียง
5. タムボン・クローンダーン・・・ตำบลคลองด่าน
6. タムボン・クローンスワン・・・ตำบลคลองสวน
7. タムボン・プレン・・・ตำบลเปร็ง
8. タムボン・クローンニヨムヤートラー・・・ตำบลคลองนิยมยาตรา

## 地域
仏教施設
- ワット・バーンボー

病院
- 国立バーンボー病院

官公署
- バーンボー警察署

ゴルフ場
- ザ・ビンテージクラブ
- スバプルッグ・カントリークラブ
- キタアニー・カントリークラブ

## 交通
高速道路・有料道路
- バンナー・トラート高速道路

一般道路
- バンナー・トラート通り（国道34号線）
- スクムウィット通り（国道3号線)
- バーン・クロンダーン通り（国道3117号線）
- テーパーラック通り（クロンダーン・バーンプリー通り（国道3268号線））